# بروس تاکمن
بروس وین تاکمن (به انگلیسی: Bruce Tuckman؛ ۲۴ نوامبر ۱۹۳۸–۱۳ مارس ۲۰۱۶) یک محقق روانشناس اهل ایالات متحده آمریکا بود که تحقیقات خود را در زمینه نظریه پویایی گروه انجام داد. وی در سال ۱۹۶۵ نظریه‌ای را منتشر کرد که به «مراحل توسعه گروه تاکمن» معروف است.
طبق این نظریه، چهار مرحله از توسعه گروه وجود دارد: تشکیل، طوفان، هنجار و عملکرد. در سال ۱۹۷۷، او مرحله پنجمی را به نام Adjourning اضافه کرد.
تاکمن همچنین به دلیل تحقیقات خود در مورد تعلل دانشجویان و توسعه مقیاس تأخیر تاکمن (۱۹۹۱)، مشهور بود.
وی به عنوان استاد روانشناسی تربیتی در دانشگاه ایالتی اوهایو (OSU) خدمت کرد، جایی که وی مرکز آموزشی والتر ای دنیس را تأسیس و هدایت کرد. تأسیس این مرکز با این هدف بود که استراتژی‌های کسب موفقیت در دانشگاه را برای دانشجویان از هر زمینه‌ای ارائه دهد.
وی برای آموزش راهکارهای موفقیت در دانشگاه به دانشجویان، نویسنده کتاب درسی، راهبردهای یادگیری و انگیزه: راهنمای موفقیت شما، با دنیس ا. ابری و دنیس آر اسمیت است.

## سوابق آموزشی
- مؤسسه پلی‌تکنیک رنسلیر: ۱۹۶۰ فارغ‌التحصیل در رشته روانشناسی
- دانشگاه پرینستون: ۱۹۶۲ فارغ‌التحصیل در رشته روانشناسی
- دانشگاه پرینستون: ۱۹۶۳ فارغ‌التحصیل با درجه دکترا
- پروفسور تاکمن همچنین یک دونده مشتاق بود که رمان Long Road to Boston (1998) را نوشت.[۲]